# Севский район
Севский район — административно-территориальная единица (район) и муниципальное образование (муниципальный район) в Брянской области России.
Административный центр — город Севск.

## География
Расположен на юго-востоке области. Площадь района — 1220 км². Основные реки — Сев.

## История
В 1920 году Севский уезд вошёл в Брянскую губернию. 5 июля 1944 года Указом Президиума Верховного Совета СССР была образована Брянская область, в состав которой, наряду с другими, был включён и Севский район.

## Население
| 1939    | 1959    | 1970    | 1979    | 1989    | 2002    | 2009    | 2010    | 2011    |
| ------- | ------- | ------- | ------- | ------- | ------- | ------- | ------- | ------- |
| 63 955  | ↘42 178 | ↘32 764 | ↘24 726 | ↘20 946 | ↘18 759 | ↘17 559 | ↘16 923 | ↘16 857 |
| 2012    | 2013    | 2014    | 2015    | 2016    | 2017    | 2018    | 2019    | 2020    |
| ↘16 535 | ↘16 349 | ↘15 930 | ↘15 551 | ↘15 180 | ↘14 972 | ↘14 775 | ↘14 663 | ↘14 561 |
| 2021    |         |         |         |         |         |         |         |         |
| ↘14 159 |         |         |         |         |         |         |         |         |

### Урбанизация
В городских условиях (город Севск) проживают 47,55 % населения района.

### Национальный состав
По итогам переписи населения 2020 года проживали следующие национальности (национальности менее 0,1 % и другое, см. в сноске к строке «Другие»):
| Национальность | Численность, чел. | Доля     |
| -------------- | ----------------- | -------- |
| Русские        | 13 265            | 93,68 %  |
| Армяне         | 110               | 0,78 %   |
| Украинцы       | 85                | 0,60 %   |
| Кумыки         | 66                | 0,47 %   |
| Азербайджанцы  | 30                | 0,21 %   |
| Молдаване      | 23                | 0,16 %   |
| Таджики        | 15                | 0,11 %   |
| Другие         | 565               | 3,99 %   |
| Итого          | 14 159            | 100,00 % |

## Административно-муниципальное устройство
Севский район в рамках административно-территориального устройства области включает 8 административно-территориальных единиц, в том числе 1 городской административный округ и 7 сельских административных округов.
Севский муниципальный район в рамках муниципального устройства включает 8 муниципальных образований нижнего уровня, в том числе 1 городское поселение и 7 сельских поселений:
| № | Муниципальное образование                | Административный центр      | Количество населённых пунктов | Население (чел.) | Площадь (км²) |
| - | ---------------------------------------- | --------------------------- | ----------------------------- | ---------------- | ------------- |
| 1 | Севское городское поселение              | город Севск                 | 5                             | ↗7565            | 50,00         |
| 2 | Доброводское сельское поселение          | село Доброводье             | 9                             | ↘990             | 179,50        |
| 3 | Косицкое сельское поселение              | село Поздняшовка            | 15                            | ↘1051            | 230,10        |
| 4 | Новоямское сельское поселение            | село Новоямское             | 10                            | ↘1295            | 155,00        |
| 5 | Подлесно-Новосельское сельское поселение | деревня Подлесные Новосёлки | 16                            | ↘1053            | 248,10        |
| 6 | Пушкинское сельское поселение            | село Пушкино                | 9                             | ↘649             | 87,58         |
| 7 | Троебортновское сельское поселение       | село Троебортное            | 11                            | ↘518             | 115,70        |
| 8 | Чемлыжское сельское поселение            | село Заулье                 | 8                             | ↘1038            | 148,50        |

## Населённые пункты

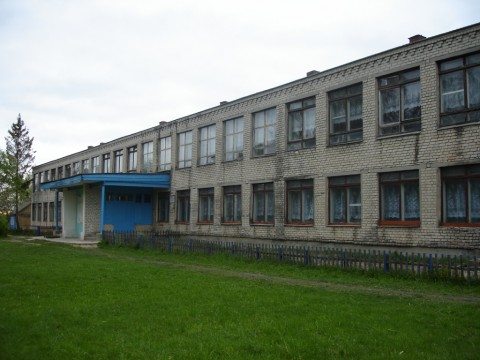
Средняя школа в Подывотье

В районе 83 населённых пункта:
| №  | Населённый пункт    | Тип     | Население | Муниципальное образование                |
| -- | ------------------- | ------- | --------- | ---------------------------------------- |
| 1  | Александровский     | посёлок | →2        | Троебортновское сельское поселение       |
| 2  | Березовский         | посёлок | ↘6        | Доброводское сельское поселение          |
| 3  | Бересток            | село    | ↘288      | Пушкинское сельское поселение            |
| 4  | Борисово            | село    | ↘0        | Пушкинское сельское поселение            |
| 5  | Борисовский         | посёлок | ↘7        | Чемлыжское сельское поселение            |
| 6  | Буковище            | посёлок | ↘8        | Пушкинское сельское поселение            |
| 7  | Витичь              | село    | →58       | Косицкое сельское поселение              |
| 8  | Воскресеновка       | деревня | ↘45       | Косицкое сельское поселение              |
| 9  | Восточная Заря      | посёлок | →0        | Подлесно-Новосельское сельское поселение |
| 10 | Второй              | посёлок | ↘5        | Подлесно-Новосельское сельское поселение |
| 11 | Гапонова            | село    | ↘255      | Доброводское сельское поселение          |
| 12 | Голышина            | село    | ↘326      | Новоямское сельское поселение            |
| 13 | Грудская            | деревня | ↘57       | Подлесно-Новосельское сельское поселение |
| 14 | Двадцатные          | посёлок | →0        | Косицкое сельское поселение              |
| 15 | Доброводье          | село    | ↘479      | Доброводское сельское поселение          |
| 16 | Добрунь             | посёлок | ↘104      | Чемлыжское сельское поселение            |
| 17 | Ефимовичи           | деревня | ↘1        | Чемлыжское сельское поселение            |
| 18 | Зайцевский          | посёлок | ↘8        | Доброводское сельское поселение          |
| 19 | Заречный            | посёлок | ↘416      | Севское городское поселение              |
| 20 | Заря                | посёлок | →3        | Троебортновское сельское поселение       |
| 21 | Заулье              | село    | ↘342      | Чемлыжское сельское поселение            |
| 22 | Зеленин             | посёлок | →6        | Чемлыжское сельское поселение            |
| 23 | Зелёный Листок      | посёлок | →0        | Косицкое сельское поселение              |
| 24 | Земледелец          | посёлок | ↘16       | Новоямское сельское поселение            |
| 25 | Ивановский          | посёлок | →0        | Троебортновское сельское поселение       |
| 26 | Ивачево             | деревня | ↘104      | Подлесно-Новосельское сельское поселение |
| 27 | Клевень             | посёлок | →0        | Троебортновское сельское поселение       |
| 28 | Княгинино           | село    | ↘461      | Чемлыжское сельское поселение            |
| 29 | Косицы              | посёлок | ↘457      | Косицкое сельское поселение              |
| 30 | Красный Уголок      | посёлок | →0        | Троебортновское сельское поселение       |
| 31 | Кривцова            | деревня | ↘168      | Новоямское сельское поселение            |
| 32 | Круглая Поляна      | деревня | ↘18       | Троебортновское сельское поселение       |
| 33 | Кудеяр              | посёлок | →18       | Пушкинское сельское поселение            |
| 34 | Курганка            | деревня | ↘23       | Косицкое сельское поселение              |
| 35 | Лемешовка           | село    | ↘278      | Троебортновское сельское поселение       |
| 36 | Лепёшкина           | деревня | ↘2        | Новоямское сельское поселение            |
| 37 | Лесничество         | посёлок | ↘8        | Косицкое сельское поселение              |
| 38 | Липница             | деревня | ↘7        | Косицкое сельское поселение              |
| 39 | Лутицкий            | посёлок | →0        | Подлесно-Новосельское сельское поселение |
| 40 | Малая Витичь        | деревня | ↗25       | Косицкое сельское поселение              |
| 41 | Марицкий Хутор      | село    | ↘220      | Пушкинское сельское поселение            |
| 42 | Михайловский        | посёлок | →5        | Доброводское сельское поселение          |
| 43 | Надежда             | посёлок | →2        | Новоямское сельское поселение            |
| 44 | Некислица           | село    | ↘142      | Троебортновское сельское поселение       |
| 45 | Никольский          | поселок | →0        | Косицкое сельское поселение              |
| 46 | Новая Деревня       | посёлок | →1        | Пушкинское сельское поселение            |
| 47 | Новая Улица         | посёлок | ↘13       | Новоямское сельское поселение            |
| 48 | Новоямское          | село    | ↘634      | Новоямское сельское поселение            |
| 49 | Орлия               | село    | →1        | Подлесно-Новосельское сельское поселение |
| 50 | Орлия-Слободка      | деревня | →0        | Подлесно-Новосельское сельское поселение |
| 51 | Пенькозавод         | посёлок | ↘40       | Севское городское поселение              |
| 52 | Первомайское        | село    | ↘324      | Подлесно-Новосельское сельское поселение |
| 53 | Первый              | посёлок | ↗4        | Подлесно-Новосельское сельское поселение |
| 54 | Подлесные Новосёлки | деревня | ↘242      | Подлесно-Новосельское сельское поселение |
| 55 | Подлесный           | посёлок | ↘4        | Косицкое сельское поселение              |
| 56 | Подывотье           | село    | ↘523      | Подлесно-Новосельское сельское поселение |
| 57 | Поздняшовка         | село    | ↘210      | Косицкое сельское поселение              |
| 58 | Покровский          | посёлок | ↘42       | Чемлыжское сельское поселение            |
| 59 | Поляна              | посёлок | ↘13       | Подлесно-Новосельское сельское поселение |
| 60 | Пушкарная Слобода   | деревня | ↘110      | Севское городское поселение              |
| 61 | Пушкино             | село    | ↘258      | Пушкинское сельское поселение            |
| 62 | Рабочий             | посёлок | ↘245      | Косицкое сельское поселение              |
| 63 | Рейтаровка          | деревня | ↘15       | Пушкинское сельское поселение            |
| 64 | Ручеёк              | посёлок | →0        | Подлесно-Новосельское сельское поселение |
| 65 | Саранчино           | село    | →57       | Подлесно-Новосельское сельское поселение |
| 66 | Светова             | деревня | →0        | Подлесно-Новосельское сельское поселение |
| 67 | Севск               | город   | ↗6732     | Севское городское поселение              |
| 68 | Семёновка           | деревня | ↘5        | Новоямское сельское поселение            |
| 69 | Сенное              | село    | ↗204      | Доброводское сельское поселение          |
| 70 | Сосница             | посёлок | ↘6        | Подлесно-Новосельское сельское поселение |
| 71 | Стрелецкая Слобода  | деревня | ↘355      | Севское городское поселение              |
| 72 | Троебортное         | село    | ↘192      | Троебортновское сельское поселение       |
| 73 | Трояновский         | посёлок | ↘0        | Доброводское сельское поселение          |
| 74 | Трудовик            | посёлок | ↘2        | Пушкинское сельское поселение            |
| 75 | Узлич               | посёлок | →0        | Доброводское сельское поселение          |
| 76 | Хвощовка            | село    | ↘88       | Косицкое сельское поселение              |
| 77 | Хинель              | село    | ↘205      | Косицкое сельское поселение              |
| 78 | Хинельский          | посёлок | ↘5        | Троебортновское сельское поселение       |
| 79 | Чемлыж              | село    | ↘389      | Чемлыжское сельское поселение            |
| 80 | Шведчики            | село    | ↗384      | Новоямское сельское поселение            |
| 81 | Юрасов Хутор        | село    | ↘290      | Доброводское сельское поселение          |
| 82 | Юшина               | село    | →14       | Новоямское сельское поселение            |
| 83 | Ясное Солнце        | посёлок | ↗10       | Троебортновское сельское поселение       |

## Культура
Во последней четверти XVIII будущий митрополит Санкт-Петербургский и Новгородский Амвросий учредил в Севске духовную семинарию, воспитанниками которой были русские профессора Е. Ф. Зябловский и А. И. Галич. В 1817 году семинария перенесена в Орёл.

## Люди, связанные с районом
- Горовой, Евмен Михайлович (20.08.1905—06.07.1997 )[29], кавалер ордена Славы трёх степеней
- Корнев, Иван Фёдорович (1906, деревня Круглая Поляна — 1945) — участник Великой Отечественной войны, Герой Советского Союза[30]

## Достопримечательности
В 1988 году в районном центре при разработке карьера были обнаружены около 3500 костей стада мамонтов в количестве 30-35 особей.